# Michael Kiwanuka
Michael Samuel Kiwanuka (ur. 3 maja 1987 w Londynie) – brytyjski muzyk soulowo-folkowy, autor piosenek, gitarzysta i piosenkarz.

## Życiorys
Kiwanuka urodził się w maju 1987 r. w starej plebanii w Teigngrace w angielskim mieście Newton Abbot. Jego rodzice pochodzą z Ugandy. W Wielkiej Brytanii znaleźli schronienie przed reżimem Idi Amina. Michael dorastał w północnym Londynie, w Muswell Hill, gdzie uczęszczał do Fortismere School. W szkole często występował, grając na gitarze basowej i jazzowej. Naukę w Fortismere School ukończył z wyróżnieniem w 2005 r. Rozpoczął studia na Wydziale Mediów, Sztuki i Designu (the School of Media, Arts and Design) na Uniwersytecie Westminsteru.

### Kariera
Kiwanuka pracował jako gitarzysta sesyjny, grając z Chipmunkiem i Bashym. W 2012 r. znalazł się na szczycie prestiżowej listy BBC – Sound of 2012, na której brytyjscy dziennikarze wytypowali najbardziej obiecujących debiutantów na ten rok.

## Życie prywatne
Prywatnie Kiwanuka jest kibicem Tottenham Hotspur F.C..
Otwarcie opowiada o swoich zmaganiach ze zdrowiem psychicznym m.in. stanami lękowymi.

## Dyskografia

### Albumy
| Tytuł         | Szczegóły dotyczące albumu                                                                       | Pozycje szczytowe na listach | Pozycje szczytowe na listach | Pozycje szczytowe na listach | Pozycje szczytowe na listach | Pozycje szczytowe na listach | Pozycje szczytowe na listach | Pozycje szczytowe na listach | Pozycje szczytowe na listach | Pozycje szczytowe na listach | Pozycje szczytowe na listach | Pozycje szczytowe na listach | Pozycje szczytowe na listach | Pozycje szczytowe na listach |
| Tytuł         | Szczegóły dotyczące albumu                                                                       | UK                           | AUT                          | BEL (VL)                     | BEL (WA)                     | CAN                          | DEN                          | IRE                          | NL                           | NOR                          | NZ                           | SCO                          | SWE                          | USA                          |
| ------------- | ------------------------------------------------------------------------------------------------ | ---------------------------- | ---------------------------- | ---------------------------- | ---------------------------- | ---------------------------- | ---------------------------- | ---------------------------- | ---------------------------- | ---------------------------- | ---------------------------- | ---------------------------- | ---------------------------- | ---------------------------- |
| Home Again    | Premiera: 12 marca 2012 Label: Polydor Records Formaty: CD, Digital download, Winyl              | 4                            | 13                           | 2                            | 26                           | 35                           | 23                           | 16                           | 1                            | 3                            | 17                           | 7                            | 8                            | 86                           |
| Love & Hate   | Premiera: 15 lipca 2016 Label: Polydor Records Formaty: CD, Digital download, Winyl              | 1                            | 11                           | 9                            | 26                           | --                           | 8                            | 15                           | 8                            | --                           | 4                            | 4                            | --                           | 170                          |
| Kiwanuka      | Premiera: 01 listopada 2019 Label: Polydor Records                                               | 2                            | 31                           | 4                            | 56                           | 73                           |                              | 11                           |                              | 12                           | 37                           | 2                            | 59                           | 142                          |
| Small Changes | - Premiera: 22 listopada 2024 - Label: Polydor - Format: CD, casscaseta, digital download, Winyl | 2                            | -                            | 5                            |                              |                              |                              | 44                           | 2                            |                              | 40                           |                              |                              |                              |

### Minialbumy
| Tytuł                                      | Informacje szczegółowe o EP                                                              |
| ------------------------------------------ | ---------------------------------------------------------------------------------------- |
| Tell Me a Tale EP (Isle of Wight Sessions) | Premiera: 24 kwietnia 2011 Label: Communion Records Formaty: digital download, 10" vinyl |
| iTunes Festival: London 2011               | Premiera: 8 lipca 2011 Label: Polydor Records Format: Digital download                   |
| I'm Getting Ready EP                       | Premiera: 24 lipca 2011 Label: Communion Records Formaty: Digital download, 10" vinyl    |
| You've Got Nothing to Lose                 | Premiera: 18 lutego 2014 Label: Third Man Records Formaty: Digital download, 7" vinyl    |

### Single
| Rok  | Singel              | Najwyższa notowana pozycja | Najwyższa notowana pozycja | Najwyższa notowana pozycja | Najwyższa notowana pozycja | Najwyższa notowana pozycja | Album      |
| Rok  | Singel              | UK                         | BEL (VL)                   | BEL (WA)                   | NL                         | SCO                        | Album      |
| ---- | ------------------- | -------------------------- | -------------------------- | -------------------------- | -------------------------- | -------------------------- | ---------- |
| 2012 | "Home Again"        | 29                         | 3                          | 61                         | 59                         | 34                         | Home Again |
| 2012 | "I'm Getting Ready" | 187                        | –                          | –                          | –                          | —                          | Home Again |
| 2012 | "I'll Get Along"    | –                          | 54                         | –                          | –                          | —                          | Home Again |
| 2012 | "Bones"             | –                          | 67                         | –                          | –                          | —                          | Home Again |

## Nagrody i wyróżnienia
| Rok  | Organizacja                                                          | Nagroda       | Rezultat  |
| ---- | -------------------------------------------------------------------- | ------------- | --------- |
| 2011 | BBC                                                                  | Sound of 2012 | Wygrana   |
| 2012 | British Phonographic Industry, British Association of Record Dealers | Mercury Prize | Nominacja |